# مبيت مع فطور

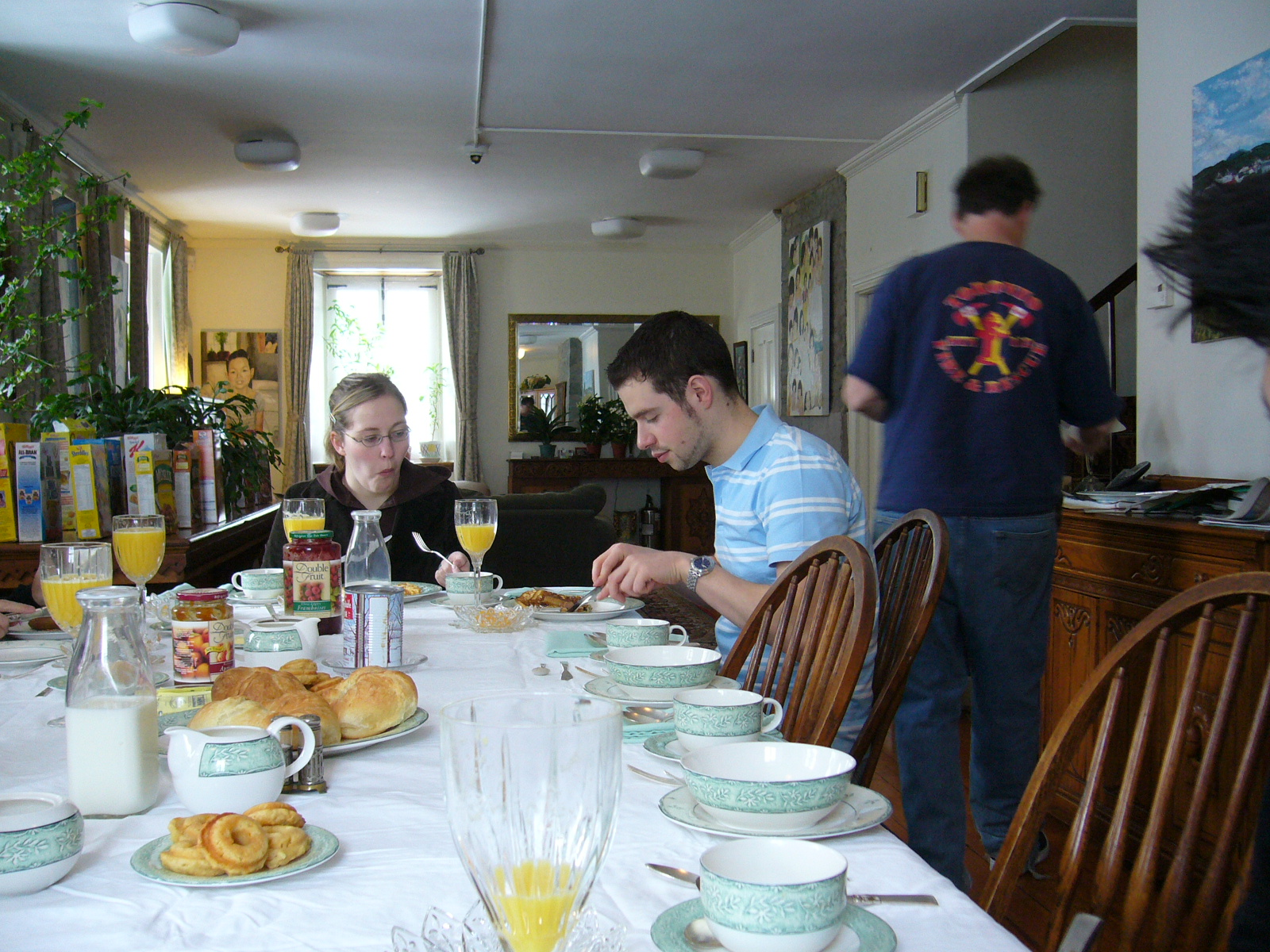
الفطور في "غرفة الاستقبال" في مدينة كيبيك، كندا.

مبيت مع فطور أو سكن بفطور أو غرفة مع فطور أو المَثْوى[بحاجة لمصدر] (بالإنجليزية: Bed and breakfast)‏ (بالتركية: pansiyon)‏ هي غرف مفروشة توجد في كل فندق أو تقريبا في كل بيت، و تهدف إلى الترحيب بالضيوف أو السياح مقابل رسوم بالنسبة للفنادق، ليلة واحدة أو أكثر مع وجبة إفطار، و يمكن أن تكون مصحوبة بخدمات أخرى.